# Großer Hengst (bergstopp)
Großer Hengst är en bergstopp i Österrike.   Den ligger i distriktet Murtal och förbundslandet Steiermark, i den centrala delen av landet, 170 km sydväst om huvudstaden Wien. Toppen på Großer Hengst är 2 159 meter över havet.
Terrängen runt Großer Hengst är huvudsakligen bergig, men västerut är den kuperad. Närmaste större samhälle är Trieben, 7,5 km nordost om Großer Hengst. 
I omgivningarna runt Großer Hengst växer i huvudsak blandskog. Runt Großer Hengst är det ganska glesbefolkat, med 42 invånare per kvadratkilometer.